# チャント!
『チャント!』は、CBCテレビで2019年4月1日より、毎週月 - 金曜日の夕方に放送されている東海3県向けの夕方ワイドニュース・情報番組。
本ページでは、2024年6月24日（月曜日）から同年7月12日（金曜日）までの平日に『THE TIME,』（TBSテレビが制作する全国ネット向けの生放送番組）内（6:20頃 - 6:50）で東海ローカル向けに放送していた『THE TIME,×チャント!』（ザ・タイム・チャント!、以下「早朝版」）についても述べる。

## 概要

### 大石時代
2006年4月3日から13年にわたって放送されてきた報道番組『イッポウ』を拡大リニューアルする形でスタートした放送時間3時間超の生放送番組である。
番組タイトルの『チャント!』には、「森羅万象、コトの本質を“ちゃんと”わかりやすく伝え、地域への“応援歌（chant）”でありたい」という思いが込められているという。
当番組の開始により、1974年から45年にわたって放送されてきた16時台の『ドラマアンコール』（終了時点では15時57分 - 16時50分）は廃止された。
その一方で、13:55から放送の『ゴゴスマ -GO GO!Smile!-』と合わせて在名局では初の名古屋発約5時間生放送枠が誕生した。
初代のメインキャスターには、『イッポウ!』からの続投扱いで大石邦彦（当時はCBCのアナウンサー）を起用。また、元SKE48の柴田阿弥（フリーアナウンサー）が地上波の情報番組では、初めてのキャスターとなる。
番組内で18時台に放送されている人気の3コーナーが、2019年12月11日より『GYAO!』で配信されている。
2020年3月27日（金曜日）から『Locipo』で配信されている。
2020年3月30日（月曜日）の放送からはサイドテロップを変更。番組開始当初からの1段+1段表記を改め2段+1段表記になった。
2020年4月20日（月曜日）から同年5月15日（金曜日）まで、新型コロナウイルス感染症対策で、キャスター陣2班制（大石・南部、小川・夏目）とフィールドキャスターの交代勤務を導入したため、『Nスタ・第0部』（ ‐ 16:50）を臨時でネット受けし、ローカルパートの放送時間が16:50 - 19:00となっていた。
また、その後も不定期で『Nスタ・第0部』を15:50 - 16:50でネットする日も多かった。
2020年12月23日をもって柴田が卒業。
2021年1月6日より柳沢彩美がサブキャスターとして加入。

### 夏目時代
2021年3月29日より、夏目みな美をメインキャスターに起用し、タイトルロゴも一新した。リニューアル後のキャッチコピーは「ニュースまるごと自分ごと」。大石は、放送上の肩書を「アンカーマン」に変えながらも出演を続けた。この日から正式に15:50 - 16:30頃に『Nスタ・第0部』の部分ネットを開始した。
2021年10月4日、夏目と太田が産前産後休業へ入ったことに伴って、この日からメインキャスターを柳沢（月・火・隔週水・金曜）と古川（隔週水・木曜）が暫定的に代行。気象キャスターについては、太田の代役を置かず、桜沢が1人で担当するようになった。また、サブキャスターを「キャスター」と改称したうえで、月・水曜に江田、火・木曜に永岡を起用。さらに、この年にCBCテレビへ入社したばかりのアナウンサーである松本道弥を、月・木曜の「プレゼンター」に抜擢した。
2021年12月6日、『Nスタ・第2部』内のニュースコーナー『Nスタ News Clip』の部分ネットを開始（後述）。TBSテレビでは2022年4月18日放送分から当該コーナーを『Nスタ NEWS DIG』に改称したが、ネットの頻度は『News Clip』としての開始当初に比べて少なくなっている。
2022年4月4日よりキャスターの担当曜日を変更。江田（月曜）、山内（火・水・金曜）、永岡（木曜）が分担するようになった。
2022年5月9日、夏目と太田が産前産後休業から復帰したことを受けて、メインキャスターを夏目（全曜日）、柳沢（月 - 水曜）、古川（木曜）で分担する体制へ移行。キャスターについては、江田が月曜、永岡が火・木曜、山内が金曜を受け持つ一方で、水曜日には柳沢が事実上兼務している。
2022年5月16日から同月23日までは、柳沢が新型コロナウイルス感染症（COVID-19）への罹患に伴って隔離療養に入っていたため、柳沢が月 - 水曜日に担っているメインキャスターを江田（16日）、山内（17日、23日）、古川（18日）が代行していた。なお、江田は2022年12月に一身上の事情でCBCテレビを退社したが、同月12日以降の月曜日にはキャスター（江田の後任に当たる専任者）を配置していない。
2023年には、4月改編で「プレゼンター」のポストを廃止したことに伴って、松本が当番組を離脱した。なお、大石は7月1日付の人事異動でアナウンス職から離れたものの、翌週（同月4日）以降も「報道局所属の論説委員」として当番組への出演を継続している。
2023年9月29日をもって開始以来、16時台の気象情報を担当してきた太田が卒業し、2023年10月2日からは後任の16時台担当気象予報士に 松木友里恵が、木曜担当のプレゼンターとして佐藤楠大が加入した。なお、『Nスタ・第0部』ネット受けは廃止され、全国ネット枠（全国ニュース）のみとなった。但し第0部の「Nスタ NEWS DIG」の一部を時差ネットしたり、不定期で『Nスタ・第1部』の冒頭のニュースのみ同時ネットすることがあった。

### 若狭時代
2024年4月1日より、CBCアナウンサーの若狭敬一をメインキャスターに起用した。若狭はスポーツアナウンサーとして中日ドラゴンズ戦中継の実況・リポートなどを長らく担当していたほか、2021年10月1日から放送されている『THE TIME,』では、CBCテレビが東海3県内からの「リアルタイム中継」を担当する日に「キャスター」（リポーター）を務めている。『THE TIME,』では全国規模の知名度を得るまでになっていたが、当番組のメインキャスターへ就任することに伴って、テレビ・ラジオともスポーツの担当から離脱。『THE TIME,』の「リアルタイム中継」については、就任後も東海地方担当のキャスターを続けているものの、実際にはCBC本社近辺からの中継リポートで月1回程度の出演に限っている。
当番組では、若狭のメインキャスター起用と同時にリニューアルを敢行。番組のキャッチフレーズを「ジモトがもっと好きになる」に改める一方で、前述した若狭の経歴を踏まえて、中日ドラゴンズの情報を扱うコーナーを新たに設けた。もっとも、若狭は6月24日（月曜日）から2週間限定で早朝版のMCを兼務していたため、夕方版の生放送には同日から16:45以降に登場している。
2024年7月1日からは、『Nスタ・第0部』のネット受けを再開する一方で、この年に中途採用扱いでCBCテレビへ入社したばかりの松田亘哲がリポーター陣に加入。松田は、若狭の出身校でもある名古屋大学が初めて輩出したプロ野球選手で、2020年からドラゴンズに投手（育成選手）として4年間在籍していた。
2024年9月30日から、「サブキャスター」のポストを全曜日で3年ぶりに復活。2023年3月まで「プレゼンター」として出演していた松本を木曜日の「サブキャスター」として1年半ぶりに復帰させたほか、2024年にCBCテレビへ入社したばかりのアナウンサーから、小川実桜を月曜日・中村彩賀と瀧川幸樹を隔週水曜日・友廣南実を金曜日の担当に充てた。その一方で、前週まで火・水曜日のキャスターを務めていた山内は、火曜日の「サブキャスター」へ異動している。
2025年3月31日より18時台を『NewsX』として分離独立させる一方、金曜日は『ゴゴスマ -GO GO!Smile!-』を拡大し、16時台にCBCのみ放送のローカル版を放送するため、本番組の放送時間は月 - 木曜日 15:49 - 17:50、金曜日 16:50 - 17:50に放送時間が短縮された。

## 出演者
キャスター・中継リポーターで特記がない者はCBCテレビアナウンサー。
2020年4月20日から5月15日まで新型コロナウイルス感染症対策の為、局キャスター陣2班制（大石、南部&夏目、小川）で隔週出演になっていた。
◎は『イッポウ』から続投。◇は『ゴゴスマ -GO GO!Smile!-』にも出演。◆は『ゴゴスマ -GO GO!Smile!-』から異動。
| 月曜日                   | 火曜日                            | 水曜日                            | 木曜日                                                                | 金曜日           |
| メインキャスター         | メインキャスター                  | メインキャスター                  | メインキャスター                                                      | メインキャスター |
| ------------------------ | --------------------------------- | --------------------------------- | --------------------------------------------------------------------- | ---------------- |
| 若狭敬一                 |                                   |                                   |                                                                       |                  |
| キャスター               |                                   |                                   |                                                                       |                  |
| 柳沢彩美◎                | 柳沢彩美◎                         | 古川枝里子                        | 柳沢彩美                                                              | 柳沢彩美         |
| サブキャスター           |                                   |                                   |                                                                       |                  |
| 小川実桜                 | 瀧川幸樹（隔週） 小川実桜（隔週） | 中村彩賀（隔週） 瀧川幸樹（隔週） | 松本道弥                                                              | 友廣南実         |
| アンカーマン             |                                   |                                   |                                                                       |                  |
| 大石邦彦◎                |                                   |                                   |                                                                       |                  |
| 中継リポーター           |                                   |                                   |                                                                       |                  |
| 水城あやの               | （不在）                          | 松本道弥                          | 設楽賢（第1週） 辻本達規（第2週） 平松賢人（第3週） 田村侑久（第4週） | （不在）         |
| 気象キャスター           |                                   |                                   |                                                                       |                  |
| 16時台 - 17時台          |                                   |                                   |                                                                       |                  |
| 松木友里恵（気象予報士） |                                   |                                   |                                                                       |                  |

コーナー担当リポーター
- 水曜日：寺坂頼我（2022年4月6日 - ）「OMATSURIちゃん」担当[注 16]
- 木曜日：南部志穂「暮らしのハッピーレンジャー」担当[注 17]
- 木曜日：1週目　設楽賢（2024年4月4日 - ）、2週目　辻本達規（2024年10月10日 - ）、3週目　平松賢人（2024年10月17日 - ）、4週目 田村侑久（2024年11月28日 - ）中継担当
- 木曜日：加藤愛（2023年4月6日 - ）「いただきます!ほぼ地元だけ愛されフ～ド」担当
- 金曜日：野々村友紀子、夏目みな美（2024年11月1日 - 、不定期）「○○行ったら コレ買いや!」担当

### 過去の出演者
メインキャスター・アンカーマン
| 期間      | 期間      | メインキャスター    | メインキャスター    | メインキャスター      | メインキャスター | アンカーマン |
| 期間      | 期間      | 月・火曜日          | 水曜日              | 木曜日                | 金曜日           | アンカーマン |
| --------- | --------- | ------------------- | ------------------- | --------------------- | ---------------- | ------------ |
| 2019.4.1  | 2021.3.26 | 大石邦彦            | 大石邦彦            | 大石邦彦              | 大石邦彦         | （不在）     |
| 2021.3.29 | 2021.10.1 | 夏目みな美          | 夏目みな美          | 夏目みな美            | 夏目みな美       | 大石邦彦     |
| 2021.10.4 | 2022.5.6  | 柳沢彩美            | 古川枝里子 柳沢彩美 | 古川枝里子            | 柳沢彩美         | 大石邦彦     |
| 2022.5.9  | 2023.3.31 | 夏目みな美 柳沢彩美 | 夏目みな美 柳沢彩美 | 夏目みな美 古川枝里子 | 夏目みな美       | 大石邦彦     |
| 2023.4.3  | 2024.3.29 | 夏目みな美          | 夏目みな美          | 夏目みな美            | 夏目みな美       | 大石邦彦     |
| 2024.4.1  | 現在      | 若狭敬一            | 若狭敬一            | 若狭敬一              | 若狭敬一         | 大石邦彦     |

男性サブキャスター → 男性キャスター
| 期間       | 期間      | 男性サブキャスター ↓ 男性キャスター | 男性サブキャスター ↓ 男性キャスター | 男性サブキャスター ↓ 男性キャスター | 男性サブキャスター ↓ 男性キャスター | 男性サブキャスター ↓ 男性キャスター |
| 期間       | 期間      | 月曜日                              | 火曜日                              | 水曜日                              | 木曜日                              | 金曜日                              |
| ---------- | --------- | ----------------------------------- | ----------------------------------- | ----------------------------------- | ----------------------------------- | ----------------------------------- |
| 2019.4.1   | 2021.3.26 | 小川健太                            | 小川健太                            | 小川健太                            | 小川健太                            | 小川健太                            |
| 2021.3.29  | 2021.10.1 | （不在）                            | （不在）                            | （不在）                            | （不在）                            | （不在）                            |
| 2021.10.4  | 2022.3.25 | 江田亮                              | 永岡歩                              | 江田亮                              | 永岡歩                              | （不在）                            |
| 2022.3.28  | 2022.5.6  | 江田亮                              | （不在）                            | （不在）                            | 永岡歩                              | （不在）                            |
| 2022.5.9   | 2022.12.9 | 江田亮                              | 永岡歩                              | （不在）                            | 永岡歩                              | （不在）                            |
| 2022.12.12 | 2023.3.31 | （不在）                            | 永岡歩                              | （不在）                            | 永岡歩                              | （不在）                            |
| 2023.4.3   | 現在      | （不在）                            | （不在）                            | （不在）                            | （不在）                            | （不在）                            |

女性サブキャスター → 女性キャスター
| 期間      | 期間       | 女性サブキャスター ↓ 女性キャスター | 女性サブキャスター ↓ 女性キャスター | 女性サブキャスター ↓ 女性キャスター | 女性サブキャスター ↓ 女性キャスター | 女性サブキャスター ↓ 女性キャスター |
| 期間      | 期間       | 月曜日                              | 火曜日                              | 水曜日                              | 木曜日                              | 金曜日                              |
| --------- | ---------- | ----------------------------------- | ----------------------------------- | ----------------------------------- | ----------------------------------- | ----------------------------------- |
| 2019.4.1  | 2019.6.28  | 田中優奈                            | 夏目みな美 柴田阿弥                 | 夏目みな美 柴田阿弥                 | 夏目みな美 三浦優奈                 | 夏目みな美 田中優奈                 |
| 2019.7.1  | 2019.7.5   | （不在）                            | 夏目みな美 柴田阿弥                 | 夏目みな美 柴田阿弥                 | 夏目みな美 三浦優奈                 | 夏目みな美                          |
| 2019.7.8  | 2020.3.27  | 南部志穂                            | 夏目みな美 柴田阿弥                 | 夏目みな美 柴田阿弥                 | 夏目みな美 三浦優奈                 | 夏目みな美 南部志穂                 |
| 2020.3.30 | 2020.12.25 | 南部志穂                            | 夏目みな美                          | 夏目みな美 柴田阿弥                 | 夏目みな美                          | 夏目みな美 南部志穂                 |
| 2021.1.4  | 2021.3.26  | 南部志穂                            | 夏目みな美                          | 夏目みな美 柳沢彩美                 | 夏目みな美                          | 夏目みな美 南部志穂                 |
| 2021.3.29 | 2021.10.1  | 柳沢彩美                            | 柳沢彩美                            | 柳沢彩美                            | 古川枝里子                          | 山内彩加                            |
| 2021.10.4 | 2022.3.25  | （不在）                            | （不在）                            | （不在）                            | （不在）                            | 山内彩加                            |
| 2022.3.28 | 2022.5.6   | （不在）                            | 山内彩加                            | 山内彩加                            | （不在）                            | 山内彩加                            |
| 2022.5.9  | 2023.3.31  | （不在）                            | （不在）                            | （不在）                            | （不在）                            | 山内彩加                            |
| 2023.4.3  | 2024.3.29  | 柳沢彩美                            | 柳沢彩美                            | 柳沢彩美                            | 柳沢彩美                            | 山内彩加                            |
| 2024.4.1  | 2024.9.27  | 柳沢彩美                            | 山内彩加                            | 山内彩加                            | 柳沢彩美                            | 柳沢彩美                            |
| 2024.9.30 | 現在       | 柳沢彩美                            | 柳沢彩美                            | 古川枝里子                          | 柳沢彩美                            | 柳沢彩美                            |

サブキャスター （2024年秋改編再設置以降）●は隔週
| 期間      | 期間       | サブキャスター | サブキャスター      | サブキャスター       | サブキャスター | サブキャスター |  |
| 期間      | 期間       | 月曜日         | 火曜日              | 水曜日               | 木曜日         | 金曜日         |  |
| --------- | ---------- | -------------- | ------------------- | -------------------- | -------------- | -------------- |  |
| 2024.9.30 | 2025．3.28 | 小川実桜       | 山内彩加            | ●中村彩賀 ● 瀧川幸樹 | 松本道弥       | 友廣南実       |  |
| 2025.3.31 | 現在       | 小川美桜       | ●小川美桜 ●瀧川幸樹 | ●中村彩賀 ● 瀧川幸樹 | 松本道弥       | 友廣南実       |  |

プレゼンター・気象キャスター
| 期間      | 期間      | プレゼンター | プレゼンター | プレゼンター | プレゼンター | プレゼンター | 気象キャスター | 気象キャスター |
| 期間      | 期間      | 月曜日       | 火曜日       | 水曜日       | 木曜日       | 金曜日       | 16 - 17時台    | 18時台         |
| --------- | --------- | ------------ | ------------ | ------------ | ------------ | ------------ | -------------- | -------------- |
| 2019.4.1  | 2021.3.26 | （不在）     | （不在）     | （不在）     | （不在）     | （不在）     | 太田絢子       | 桜沢信司       |
| 2021.3.29 | 2021.10.1 | 江田亮       | 永岡歩       | 水城あやの   | 永岡歩       | 永岡歩       | 太田絢子       | 桜沢信司       |
| 2021.10.4 | 2022.3.25 | 松本道弥     | （不在）     | 水城あやの   | 松本道弥     | 永岡歩       | 桜沢信司       | 桜沢信司       |
| 2022.5.9  | 2023.3.31 | 松本道弥     | （不在）     | 水城あやの   | 松本道弥     | 永岡歩       | 太田絢子       | 桜沢信司       |
| 2023.4.3  | 2023.9.29 | （不在）     | （不在）     | （不在）     | （不在）     | （不在）     | 太田絢子       | 桜沢信司       |
| 2023.10.2 | 2024.3.29 | （不在）     | （不在）     | （不在）     | 佐藤楠大     | （不在）     | 松木友里恵     | 桜沢信司       |
| 2024.4.1  | 2025.3.28 | （不在）     | （不在）     | （不在）     | （不在）     | （不在）     | 松木友里恵     | 桜沢信司       |
| 2025.3.31 | 現在      | （不在）     | （不在）     | （不在）     | （不在）     | （不在）     | 松木友里恵     | （枠廃止）     |

女性キャスター
- 夏目みな美（2024年12月4日） - 古川枝里子の代理で出演。

中継リポーター
- 大前りょうすけ（プリンセス金魚、金曜日）[注 21] - 2019年4月5日 - 2020年9月25日
- 三浦優奈◎（金曜日）[注 18] - 同上
- 光山雄一朗
- 齊藤初音（火曜日、2023年4月4日‐2024年3月26日） [注 22]
- 永岡歩（水～金曜日、2023年4月5日‐2024年3月29日）[注 23]
- 佐藤楠大（月～火曜日、 2023年10月5日 - 2024年6月）[注 24]
- 山内彩加[注 25]

コメンテーター
- 光浦靖子（オアシズ、月曜日） - 2019年4月1日 - 2020年9月14日
- サヘル・ローズ（火曜日） - 2019年4月9日 - 2020年9月1日
- 手嶋龍一（不定期 → 水曜日） - 2019年4月 - 2020年9月23日
- 山口真由（木曜日 → 隔週木曜日） - 2019年10月 - 2020年9月
- 鎌田靖（火曜日 → 金曜日） - 2019年4月9日 - 2020年9月25日
- 清原博（金曜日） - 2020年4月3日 - 9月25日
- 鈴木哲夫（不定期）- 2019年10月 - 2020年9月
- 倉田真由美（不定期） - 2020年4月 - 9月
- 三輪記子（同上） - 同上
- 後藤礼司（同上） - 同上
- 田中里沙（同上） - 同上
- 犬山紙子（水曜日） - 2019年4月3日 - 2020年12月16日

コメンテーター（2021年3月26日リニューアル直前）
- 月曜日：渋谷和宏[注 26]
- 火曜日：アンミカ[21]、ハイヒールモモコ[注 27]、村尾信尚[注 27][22]
- 水曜日：北斗晶、丸田佳奈[注 28]、山本尚範
- 木曜日：野々村友紀子
- 金曜日：近藤サト、高橋真麻[注 29]、龍崎孝[注 30]、尾木直樹[注 31]、加藤義人
- 前番組『ゴゴスマ』の出演者が当番組に出演する場合がある。その場合は『ゴゴスマ』を途中退席して冒頭から出演するか、『ゴゴスマ』に最後まで出演した後、途中から出演する。

金曜論説室担当
以下の中から週替りで1名が金曜日に出演。
- 北辻利寿（CBC論説委員長・特別論説委員）
- 石塚元章（CBC特別論説委員）
- 後藤克幸（CBC論説委員）
- 横地昭仁（CBC論説委員）

コーナー担当リポーター（2021年3月29日リニューアル以降）
- 月曜日：マヂカルラブリー（2022年4月4日 - 2024年9月23日）「マヂ学校に向かいます」担当
- 金曜日：中山真希（2023年4月21日 - 2024年3月15日、4月12日 - 6月21日）「暮らしのギモン ちょいと解決しましょう課」「チャント!調査隊」担当

コーナー担当リポーター（2021年3月26日リニューアル直前）
- 火曜日：大久保佳代子（オアシズ）◇、佐藤大樹（FANTASTICS from EXILE TRIBE）[注 32]、堀夏喜（FANTASTICS from EXILE TRIBE）[注 32]、ガンバレルーヤ、本多ひでゆき（本田兄妹）[注 33]
- 水曜日：小林よしひさ（よしお兄さん）[注 34]
- 木曜日：市野瀬瞳[注 35]、棚橋弘至[注 36]（新日本プロレス）、榊原悠介（CBCアナウンサー）[注 36]向井慧（パンサー）[注 37]、
- 金曜日：佐藤実絵子、水城あやの◆

コーナー担当リポーター
- 松橋周太呂（家事えもん、月曜日） - 2019年4月1日 - 2020年3月30日
- いとうあさこ、ゆーびーむ☆（月曜日） - 2019年4月1日 - 9月23日
- 相席スタート（火曜日） - 2019年4月2日 - 9月10日
- 新垣里沙（水曜日） - 2019年4月3日 - 9月25日
- 高橋愛、近藤千尋（水曜日） - 2019年4月3日 - 2020年3月25日
- 飯窪春菜、池田美優、野呂佳代（水曜日） - 2019年10月2日 - 2020年3月25日
- 横澤夏子

2019年4月3日 - 9月25日：水曜日のリポーター
2019年10月1日 - 2020年9月22日：火曜日のリポーター
- キンタロー。◆（木曜日） - 2019年4月4日 - 2020年3月26日
- 菊地亜美

2019年4月3日 - 9月25日：水曜日のリポーター
2019年10月1日 - 2020年9月22日：火曜日のリポーター
2019年4月5日 - 2020年9月25日：金曜日のリポーター
- 白鳥久美子（たんぽぽ、金曜日） - 2019年4月5日 - 2020年9月25日
- 副島淳[注 38]
- 鷲見玲奈（2022年4月5日 - 9月27日）「発見!お酢活ライフ」担当

## 放送時間
| 放送期間                     | 放送時間      | 摘要 |
| ---------------------------- | ------------- | --- |
| 2019年4月1日 - 2025年3月28日 | 15:49 - 19:00 | 『Nスタ』（TBSテレビ制作の報道・情報番組）から、15:49 - 16:30に第0部（任意ネット枠）の大半、17:50 - 18:15に第2部（JNN全国ニュース枠）を内包。 |
| 2025年3月31日 -              | 15:49 - 17:50 | 17:50までは生活情報番組の『チャント!』、18:15以降は報道番組の『newsX』を放送する形に変更した。                                                |

### 備考
- 当番組が15:49開始である関係で、CBCテレビにおいては「ゴゴスマ」ネット局が行っている「ゴゴスマ」と「Nスタ」との掛け合い(15:49-50)は放送されていない。なおこのコーナーは2024年1月より休止中である。
- 中京ローカルパートの時間帯に「JNN報道特別番組」（『Nスタ』ベースの全国ネット番組、或いはCS放送、インターネット配信の、『TBS NEWS』のサイマルネット番組）が組まれる場合には、当番組へ内包せず、単独番組扱いで編成する[注 39]。
- 祝日や振替休日の13:55 - 16:50で特別編成（プロ野球・中日ドラゴンズ戦のデーゲーム中継やゴルフ・中日クラウンズ中継など）を組む場合、当番組は16時台が休止となる[注 40]。
- プロ野球ドラフト会議開催日（2020年以外は毎年10月の第3または第4木曜日、同年のみ10月26日＝月曜日）には、TBSテレビ制作の中継番組を17時台に放送（同局が2009年から開催日に『Nスタ・第1部』を差し替えた[注 41] うえで全国ネット向けに中継）するため、17時台を休止し、16時台と18時台に分断される形での放送となっている。
- 年末年始期間には、12月下旬（主に12月29日 - 31日）や1月上旬（主に正月三が日）は、キー局のTBSテレビが日中も含めた年末年始の特別編成を組む事から、当番組を全編休止とするため、中京地区向けのローカルニュース・天気予報は『Nスタ（年末年始短縮版）』や『報道の日・JNNニュース』（12月30日の夕方のみ）内のローカル枠で放送する。
- 平日に（中日戦などの）プロ野球ナイトゲーム中継を18:30から放送する場合
  - 中継カードが開催される場合には、中京ローカルパートを18:30まで放送した後に開始。雨天中止の場合には、第3部を19:00まで放送する。
- 2024年6月24日から7月15日（いずれも月曜日）までの3週間で、7月4日・11日（いずれも木曜日）[注 42]を除く平日には、通常より30分早く（18:30で）全編の放送を終えていた。TBSテレビがこの期間に『Nスタ』の（関東ローカルパートを含めた）放送枠を通常より30分短縮していることや、「TBSバラエティ　夏のハッピーアワー」と称して18:30以降の時間帯に（通常は19・20時台に放送されている番組の拡大版など）全国ネット向け特別番組を編成していることも踏まえた短縮措置で、CBCテレビではTBSの制作による「夏のハッピーアワー」対象全番組のフルネットを系列局で唯一実施。
  - 6月24日から7月12日（金曜日）までの平日には、当番組の早朝版に当たる『THE TIME,×チャント!』（中京ローカル向けの生放送番組）を『THE TIME,』（本来の制作局はTBS）内の6時台に編成（詳細後述）。その一方で、当番組では7月1日（月曜日）から、オープニングの直後から16:25頃までの時間帯で『Nスタ・第0部』の同時ネットを再開している。

## 現在のコーナー
曜日が記載されていないコーナーは全曜日において放送される。
『注目ニュース』
フラッシュニュース形式で放送日当日のニュースを短く伝える。18:49頃に放送。2021年3月29日から『注目ニュース』に改題。
『Nスタ』
第0部の前半（15:49 - 16:30頃）と、第2部のJNN協定適用枠（17:50 - 18:15）を同時ネットする。
『ニュースファイル』
東海地方関連のニュースをフラッシュニュース形式で扱う。17:10頃と18:49頃に放送。2021年3月29日から『ニュースファイル』に改題。
『スーパーでカゴ中大調査』（月曜日 - 水曜日のいずれかで不定期：2023年1月9日 - ）
東海地区のスーパーに来店する人の買い物カゴの中を大調査するコーナー。何を買って作るのかを取材する。番組スタッフが買い物客の自宅に訪問して、料理をしている所の撮影ができないか声をかけている。断った人の中でも料理の画像だけならと協力してもらえることもあり、番組で紹介される。日により放送時間が変わることがあるが、18時38分頃に放送。
『大石が聞く』
大石が聞く物事の核心に迫るコーナー。18:23頃に放送。
『きょうママになりました』
産まれたばかりの赤ちゃんを紹介するコーナー。エンディング後の18:57頃から放送されるが、重大ニュース・自然災害発生時は放送されない場合がある。

### 日替わり企画（16時台）
一部の企画については、重大ニュース・自然災害の発生などで特別編成を組む場合、休止される。
『よしお兄さんの“みえ”推し』（水曜日：2022年6月1日 - ）
- リポーター/小林よしひさ（よしお兄さん）

三重県の広報番組。17:09頃に放送。
『暮らしのハッピーレンジャー』（木曜日：2019年4月4日 - ）
- リポーター/南部志穂（CBCアナウンサー、2021年4月1日 - ）
- 過去のリポーター/キンタロー。（2019年4月4日 - 2020年3月26日）、市野瀬瞳（2020年4月16日 - 2021年3月25日）

暮らしのお役立ち情報をプロが伝授する。DCM（旧・DCMカーマ）とのタイアップ枠。16:35頃に放送。
2019年3月までは『ゴゴスマ』木曜日の東海3県ローカルパートで放送。ローカルパート廃止に伴い本番組に移動。
『おはよう!うんこ先生』（金曜日：2024年7月26日 - ）
『うんこ漢字ドリル』（文響社）に登場する「うんこ先生」を主人公に据えた漫画『おはよう！うんこ先生』から生まれた2分間のアニメーション作品。「原作者の古屋雄作が名古屋市の出身である」という縁で、CBCテレビがアニメーションを制作するとともに、当番組内で本放送を実施している。
当番組内で放送した回については、翌週火曜日の正午から本編の動画をLocipoで配信。2024年9月までの放送回については、CBCテレビがYouTube上に開設した公式チャンネルでも、本編動画の「見逃し配信」を順次実施している。さらに同局では、直近の放送回を、本放送翌週の木曜日に『THE TIME,』午前6時台の「エリア情報」（ネット局によるローカル差し替え枠）で改めて放送。

### 日替わり企画（17時台）
重大ニュース・自然災害の発生などで特別編成を組む場合には休止。
『絶品！パンリレー』（火曜日→水曜日：2022年5月31日 - ）
「最近食べて感動したパンありますか？」そんな禁断の質問を人気ベーカリーのシェフに聞く企画。プロが認める極上のパンを数珠つなぎで紹介する。
『町中華常連メシ誕生秘話』（火曜日→水曜日：2023年1月17日 - ）
中華メシの名店の看板メニューを紹介する。17時15分頃放送。
『近藤サトのジモト応援団』（火曜日→水曜日・第4週：2021年5月28日 - ）
- リポーター/近藤サト

ご当地グルメから、伝統工芸品まで全国に知って欲しいジモトの逸品の魅力を取材。amazon日本ストアに掲載されている商品を紹介している。17:25頃に放送。
『OMATSURIちゃん』（水曜日：2023年4月5日 - ）
- リポーター/寺坂頼我

東海地方の大小さまざまなお祭り情報を徹底取材する。祭りで輝く人・OMATSURIちゃんを探し、当地の魅力を再発見する。OMATSURIちゃんの手形を寺坂が着る白い法被につけてもらう。法被は、過去の放送回で選ばれたOMATSURIちゃんの手形がついている。17:24頃に放送。
『東海3県いいとこ、自転車リサーチ』（金曜日：2025年3月28日 - ）
- リポーター/友廣南実（CBCアナウンサー）

大阪府出身で自転車に乗るのが好きな友廣アナが、東海地方を自転車で走る旅。絶景のポイントを見るためゴールを目指す。旅の途中で訪問する店はアポ無しであるため、カメラ撮影が可能か自身で交渉する。ロケは月曜日か火曜日に行う。カワハギサイクル（名古屋市緑区）のスタッフが自転車の貸し出しや旅の同行に協力している。17時15分頃に放送。
『いただきます!ほぼ地元だけ愛されフ～ド』（金曜日→木曜日→金曜日：2021年1月7日 - ）
- リポーター/加藤愛（CBCアナウンサー→フリーアナウンサー、2023年4月6日 - ）[注 44]
- 過去のリポーター/松本道弥（CBCアナウンサー、金曜日：2021年1月7日 - 2023年3月31日）

その町を出るとあまり知られていないが地元の人はみんな知っている。町で生まれ、町に根づく愛されフードを調査する。17時30頃に放送。2025年5月〜は放送回により2ヶ所愛されフードを取り上げている。
『○○行ったら コレ買いや！』（木曜日か金曜日・不定期：2024年11月1日 - ）
- リポーター/野々村友紀子、夏目みな美（CBCアナウンサー）

店で一番感動する商品を紹介するコーナー。主に全国チェーンで東海地方にある店を取り上げる。

### 日替わり企画（18時台）
『にぎわってるトコロに行ってみた』（月曜日：2024年10月7日 - ）
若狭アナが人気スポットに実際に行くコーナー。店員や来店している人に取材をする。若狭アナも実際に利用して、店がにぎわう理由を検証する。18時35分頃に放送。
『チャント!野菜を食べましょう』（木曜日・第4週：2019年10月31日 - ）
「うま味」「食べ応え」「意外性」を備えた、ワンボウルで楽しむ新ご当地グルメをご提案する。『あいち みんなのサラダ』とのタイアップ枠で、18:45頃に放送。

## 過去のコーナー
『きょう1日のニュースがわかる』（月曜日 - 金曜日）
フラッシュニュース形式で放送日当日のニュースを短く伝える。18時台に放送。（ - 2021年3月26日）
『ニュースMAP』
東海地方関連のニュースをフラッシュニュース形式で扱う。（ - 2021年3月26日）
『チャン得!』
『TODAY'Sランキング』
芸能ニュース、スポーツニュースをランキング形式で取り上げる。2021年3月26日まで、17時台に放送。
『エンスポ』（月曜日 - 金曜日）
芸能ニュース、スポーツニュースを取り上げる。16時台に放送。
『チャント!お家ごはん（おうちグルメ）』
家で作れる時短グルメやお取り寄せメニューなどの話題をお届けする。
『チャント!うちですごそう』
家で出来る楽しい情報、便利な情報を紹介する。
『あのニュースどうなった?』
小川が東海地区のニュースの話題をお届けする。主に月曜日の17時台後半に放送。
『小川健太のバズるんです!』（2020年5月7日　- 2020年10月）
- リポーター/小川健太

インターネットでバズっているモノや人に注目し、バズる理由を深掘りする。
『大石が行く!2020』
- リポーター/大石邦彦

東海地方における『2020年東京オリンピック』『2020年東京パラリンピック』の話題をお届けする。
『チャント!2020』
東海地方における『2020年東京オリンピック』『2020年東京パラリンピック』の話題をお届けする。
『チャント!スポーツ』
東海地方におけるアスリートをお届けする。
『密着 チャント!』
『CHANP（チャンプ）』
芸能ニュース、カルチャー、音楽、スポーツニュースの話題をフラッシュニュース形式で伝える。2021年3月29日から、17時台に放送。
『追跡X（エックス）』
東海地方や全国のニュース・出来事に関する疑問を詳しく紹介していく。『イッポウ』で放送されていた「きょうのなぜ?」を引き継いだコーナー。
『#コレ知ら』（2022年10月3日 - 2023年1月31日）
気になる話題を紹介するコーナー。
『お買い物ハンター マストBUY10』（月曜日：2021年5月31日 - 7月12日）
『 商品開発部』（水曜日：　- 2022年7月25日）
- リポーター/平松賢人（BOYS AND MEN）

『JPのこの目で確かめさせていただきます』（火曜日・月1回：2023年5月25日 - 2024年3月19日）
- リポーター/JP

『アナタはどっち?!』（月曜日〜金曜日： - 2024年3月29日）
月曜日から金曜日の12時頃に、CBC公式LINEでアンケートを実施。番組でも16時30分頃にアンケートのテーマをお知らせして、17時でアンケートを締め切る。回答結果は17時48分頃にスタジオで発表される。
『ぶっつけ!生でおじゃまします』（火曜日〜金曜日：2023年4月4日 - 2024年3月29日）
東海地方の話題の町で生調査のコーナー。放送時間の数時間前に番組公式「X」で中継予定の場所を動画で告知。その町お勧めの店の情報を募集している。リポーターがCBC公式キャラクター「シェアシェア」の看板（地名やテーマが書かれている）を持って散策しながら、近くにいる人にお勧めの店を尋ねる。情報を元に直接訪問したり、その場で電話交渉する。状況により、店へ事前に予約している場合もある。16時30分頃、17時15分頃、17時35分頃、17時45分頃に放送。内容によっては、中継回数が増えたり18時台に持ち越しとなる。
2023年6月と7月は、放送日当日に誕生日の視聴者を募集。取材している店に集合してもらいリポーターと視聴者が一緒に食事をした。
2024年1月1日放送回は島田秀平と呂布カルマをゲストに迎え、開運スポットを巡る様子が放送された。同年3月21日放送回は番外編として松井珠理奈が地元春日井市のアポ無し旅に挑戦する様子が放送された。いずれも事前収録である。
- リポーター/齊藤初音（CBCアナウンサー2023年4月4日 - 2024年3月26日）、永岡歩（CBCアナウンサー、2023年4月5日 - 2024年3月29日）

『ぶっつけ!生リサーチ』（火曜日〜金曜日：2024年4月5日 - 2024年9月27日）
東海地方の話題の町で生調査のコーナー。事前に視聴者から情報を募集したり、看板を持ち歩く内容は『ぶっつけ!生でおじゃまします』と内容は変わらず放送。リポーターが電話で店に交渉するのは廃止された。
- リポーター/火曜日・佐藤楠大（CBCアナウンサー、2023年10月5日 - 2024年）、水曜日・松本道弥（CBCアナウンサー、2024年4月3日 - ）、木曜日・設楽賢（2024年4月4日 - ）、金曜日・齊藤初音（CBCアナウンサー、2024年4月5日 - 9月27日）

『若狭のマイドラ あなたもファンになりませんか？』（2024年4月1日 - 7月12日）
スポーツ実況から転じた若狭の肝いりで始まった中日ドラゴンズ情報コーナー。17:30頃より放送。コーナー名にはドラゴンズ情報を毎日伝えるという意味に加え、野球を知らない視聴者に興味を持ってもらい、「Myドラゴンズ」と言えるぐらいと応援して貰いたいという意向が込められている。主に選手の人柄や私生活を掘り下げ、コーナー終盤でドラゴンズの最新情報を伝える。

### 日替わり企画（16時台）
一部の企画については、重大ニュース・自然災害の発生などで特別編成を組む場合には、放送自体を休止。
『家事えもんの教えて!ヒット商品』（月曜日第1部：2019年4月1日 - 2020年3月30日）
- リポーター/松橋周太呂（家事えもん）

「家事えもん」が知って得するヒット商品を紹介する。
『即席スタート!』（火曜日第1部：2019年4月2日 - 9月10日）
- リポーター/相席スタート

素敵な女性へ脱皮し、「体力系」「美容」「作法」などの女磨きを体験する。
『オシャレさんぽ』（水曜日第1部：2019年4月3日 - 2020年3月25日）
- リポーター/飯窪春菜、池田美優、近藤千尋、高橋愛、野呂佳代ほか
- 過去のリポーター/新垣里沙

東海地方で「ファッションコーデを対決」&「雑貨コーデを対決」し、使える情報を発信する。
『ワクワク!カンパニー Do well by doing good!』（火曜日：2020年7月7日 - 2021年3月30日）
- リポーター/佐藤大樹（FANTASTICS from EXILE TRIBE）、堀夏喜（FANTASTICS from EXILE TRIBE）

『夕方で一番熱いスポーツコーナー』（月曜日）
『よしお兄さんのパパにみえてきましたね』（水曜日第1部：2020年6月24日 - 2021年3月31日）
- リポーター/小林よしひさ（よしお兄さん）

『金曜のこれイイネ!』（金曜日）
- リポーター/佐藤実絵子、水城あやのほか
- 過去のリポーター/菊地亜美、白鳥久美子（たんぽぽ）

最新トレンドやおトク情報、意外なサービスを水城あやのが紹介する。イオングループとのタイアップ枠。
『チャント!調べます?』（月曜日〜金曜日：2020年4月13日 - 9月）
みんなが知りたいコトや気になるコトを大調査する。
『幸びと幸ごはん』（火曜日第1部：2021年4月20日 - 6月29日）
『もっと よしお兄さんのもっとパパにみえてきましたね』（水曜日：2021年6月2日 - 2022年3月23日）
- リポーター/小林よしひさ（よしお兄さん）

『お得教えてくだサトー』（月曜日：2024年4月1日 - ）
- リポーター/佐藤楠大（CBCアナウンサー）

東海3県のスーパーから中継。店員と一緒に店内を回って、お勧めの商品を紹介する。16:14頃、17:13頃、17:48頃に放送。
『わが町が誇る”お値打ち”はコレ!』（木曜日→月曜日：2023年10月5日 - ）
- リポーター/佐藤楠大

東海3県125市町村の中から毎回1つの町に絞り、神奈川県出身の佐藤が町のお得情報の聞き込みをして紹介する。コーナーの最後にはカプセルトイを地元住民に回してもらって、次回の町を決める。16:00頃に放送。
『チャント知っ得!なるほどドクター』（火曜日：2023年7月23日 - 9月17日）
- リポーター/水城あやの

専門医が症状が発生する原因を解説。治療法や普段からできる予防法を紹介している。東海地方の病院が提供の枠。16:30頃に放送。

### 日替わり企画（17時台）
一部の企画については、重大ニュース・自然災害の発生などで特別編成を組む場合には、放送自体を休止。
『ガンバレ○業』（火曜日第2部：2019年4月2日 - 9月24日）
- リポーター/ガンバレルーヤ

東海地方の農業、漁業、工業などのお手伝いをする。
『最先端ってこういう事!?イマドキ生活SOS』（火曜日：2021年4月6日 - 7月20日）
- リポーター/平松賢人（BOYS AND MEN）

2021年3月30日放送回は、永岡歩アナウンサーが担当。
『大石が行く!』（木曜日）
- リポーター/大石邦彦

東海地方の気になる情報や話題の人をお届けする。場合によっては、『夏目が行く!（リポーター/夏目みな美）』になることがある。
『なりゆきアフロ どこに行けばいいですか』（金曜日→木曜日→金曜日： - 2021年12月17日）
- リポーター/副島淳

東海3県の各市町村で「この町で一番おいしいもの」を聞いてその場所を訪れる。
2019年9月27日までは金曜日17時台の放送で、2019年10月3日から2020年9月24日までは木曜日18時台に放送。
『いざ学校に向井ます』（月曜日→木曜日→水曜日：2019年4月1日 - 2022年3月31日）
- リポーター/向井慧（パンサー)

2019年9月23日までは月曜日17時台の放送で、2019年9月30日から2021年3月22日までは月曜日18時台に放送。
『金曜論説室』（金曜日）
- 担当/石塚元章ら週替りのCBC論説委員1名

来週の主な予定を伝えた後、その中から特に注目する行事について解説を行う。「イッポウ」から引き続き放送されているが、「イッポウ」での18時台エンディング近くでの放送から17時台後半に時間帯が変更となった。
『お買いものクイズ!お得教えてくだサイトー』（月曜日：2022年4月8日 - 2024年3月25日）
- リポーター/齊藤初音

東海3県のスーパーから中継。店員と一緒に店内を回って、お勧めの商品を紹介する。17時17分頃に放送。
『マヂ学校に向かいます』（水曜日→月曜日：2022年4月6日 - 2024年9月23日）
- リポーター/マヂカルラブリー

東海3県の高校を紹介する。マヂカルラブリーが実際に部活動で行っている練習を体験したり、部員と対決する。17時34分頃に放送。
『アナタの旅についていき隊』（金曜日・不定期：2023年4月7日 - 8月4日）
- リポーター/松本道弥（CBCアナウンサー）

名古屋駅から旅に出る人に松本が声をかけて、許可が出れば一緒についていくコーナー。
『東京ホテイソンのはじめまして。』（木曜日・不定期：2024年4月11日 - 6月11日）
- リポーター/東京ホテイソン

東海地方初心者である東京ホテイソンが、東海3県の「はじめて」を体験するコーナー。17時40分頃に放送。
『教えて!アナタの東海3県思い出旅』（金曜日・不定期： - 2024年2月16日）
- リポーター/松本道弥（CBCアナウンサー）

街ゆく人に心に残る旅の中から思い出深いシ－ンを教えてもらい、松本が再現する。17時25分頃に放送。

### 日替わり企画（18時台）
一部の企画については、重大ニュース・自然災害の発生などで特別編成を組む場合には、放送自体を休止。
『姉さん!!いいとこ見つけました』（月曜日第3部：2019年4月1日 - 9月23日）
- リポーター/いとうあさこ、大久保佳代子（オアシズ）、本多ひでゆき（本田兄妹）、ゆーびーむ☆

東海地方各地のおすすめスポットを案内する。
『教えマスター』（水曜日→火曜日）
- リポーター/大久保佳代子（オアシズ）、ガンバレルーヤ、本田ひでゆき（本田兄妹）、横澤夏子ほか
- 過去のリポーター/菊地亜美

グルメやファッションなどの様々なジャンルの達人から教える。
2019年9月25日までは水曜日で、2019年10月1日からは火曜日
『全力!お助けちゃん』（水曜日： - 2021年3月24日）
- リポーター/平松賢人（BOYS AND MEN）

視聴者からのお悩みを、あの手この手で解決する。
2019年9月25日までは水曜日17時台の放送で、2019年10月2日からは水曜日18時台に放送。
『週末 愛してまーす!!』（金曜日第3部：2019年4月5日 - 2020年9月25日）
- リポーター/棚橋弘至
- 進行/榊原悠介（CBCアナウンサー）

東海3県のグルメや観光などのおすすめスポットを熱血リポートする。
『○○愛してまーす!!』（木曜日：2019年4月1日 - 2021年3月25日）
- リポーター/棚橋弘至
- 進行/榊原悠介（CBCアナウンサー）

東海3県のグルメや観光などのおすすめスポットを熱血リポートする。
『暮らしのギモン ちょいと解決しましょう課』（金曜日 不定期：2023年4月21日 - 2024年3月15日）
- リポーター/中山真希

暮らしに身近なギモンを掘り下げて、生活に役立つ情報をお伝えする。18:30頃に放送。
『チャント!調査隊』（金曜日 不定期：2024年4月12日 - 6月21日）
- リポーター/中山真希

日常で感じる疑問や悩みの数々を全力で調査する。18:30頃に放送。

### 天気予報
『お天気電話相談』（金曜日）
翌日以降に旅行やレジャー等に出かける視聴者と電話を繋ぎ、旅行目的等について大石らと会話した後、桜沢が目的地のピンポイント予報を伝えるコーナー。目的地は東海地方に限定されず海外でも良い。また、当番組が放送されていない地方の在住者から応募が来ることもある。なお、目的地のピンポイント予報は、朝・昼・夜と以前より詳細になった。 前番組『イッポウ』から継続して放送されているコーナーだが、毎週金曜日のみの放送となった。

## 早朝版（「THE TIME, × チャント！』）

### 概要
『THE TIME,』（本来の放送時間は5:20 - 8:00）6時台のパートから30分間を、2024年6月24日から同年7月12日までの3週間限定で東海ローカル向けに差し替えた生放送番組。夕方版と同じスタジオセットから、東海地方に細かくこだわった天気予報を中心に、ローカルニュースや中日ドラゴンズ関連の情報を伝えていた。
早朝版の放送に際しては、第1週と第2週（6月24日から7月5日まで）のMCに若狭を起用した。さらに、梅雨の時期に放送することを踏まえて、「わ傘（わかさ）」という晴雨兼用の洋傘を200本限定で製作。CBCテレビの公式サイトに早朝版の放送期間限定の応募フォームを設けたうえで、このフォームから応募することを条件に、希望する視聴者から抽選で200名に「わ傘」を1本ずつ贈呈している。実際には、生地が赤色の「わ傘」を100本・青色の「わ傘」とオレンジ色の「わ傘」を50本ずつ用意したほか、応募フォームのQRコードを早朝版の放送中に画面の左上へ表示。いずれの「わ傘」にも、「若狭」という苗字にちなんだ製品名を表すローマ字（WAKASA）と、若狭がメガネを常用していることにちなんだ「メガネマーク」を入れている。
『THE TIME,』では6時台と7時台に「エリア情報」（ローカル差し替え）枠を3分ずつ設けているが、6時台の「エリア情報」枠を（最大で40分まで）拡大したのは上記の期間のみで、期間の終了後にCBCテレビが当番組の早朝版をレギュラーで編成するまでには至っていない。

### 放送時間
- 月曜日 - 金曜日 6:20 - 6:52（JST）
  - 時刻は目安で、『THE TIME,』側の進行状況や、重大ニュース・自然災害の発生などへの対応によって前後することがあった。
    - CBCテレビでは、「全力TIMEライン」（『THE TIME,』6時台のニュースパート）第3ゾーン（「スポーツ」または「ライフ」と称されているニュースゾーン）の途中から、早朝版の中京ローカル放送へ切り替え。基本として「ジモ天」（桜沢が生中継で伝える「ジモト＝東海地方」の天気予報）→「交通情報」（東海地方のJR・私鉄各社における列車の運行情報）→「ジモトニュース」（6:30頃から5分間）→「アサドラ」（若狭が6:36頃に伝えるドラゴンズ情報）→「推しパン」（6:40頃）→「ジモ天」（「おでかけ天気」を中心に6:45頃から放送）→「交通情報」の順で放送した後に、『THE TIME,』の「全国!中高生ニュース」が始まるタイミングで同番組のネットを再開していた。
    - CBCテレビの通常編成における『THE TIME,』では、6時台中盤と7時台後半に設けられている「エリア情報」枠の中で、東海地方向けのストレートニュースと気象情報を放送している。同局では、6時台の「エリア情報」枠を早朝版の放送枠へ組み込む一方で、7時台の「エリア情報」枠を早朝版の放送期間中にも設定。早朝版における「ジモ天」の放送に際しては、通常の「エリア情報」枠より10倍多い気象情報を伝えることを、「お天気情報×10倍」というキャッチコピーを通じて前面に押し出していた[26]。

### 出演者
特記しない限り、出演の時点でCBCテレビの現職アナウンサー。
| 放送日              | MC       | 進行       | 気象キャスター |
| ------------------- | -------- | ---------- | -------------- |
| 2024年6月24日（月） | 若狭敬一 | 齊藤初音   | 桜沢信司       |
| 2024年6月25日（火） | 若狭敬一 | 山内彩加   | 桜沢信司       |
| 2024年6月26日（水） | 若狭敬一 | 古川枝里子 | 桜沢信司       |
| 2024年6月27日（木） | 若狭敬一 | 加藤愛     | 桜沢信司       |
| 2024年6月28日（金） | 若狭敬一 | 加藤愛     | 桜沢信司       |
| 2024年7月1日（月）  | 若狭敬一 | 山内彩加   | 桜沢信司       |
| 2024年7月2日（火）  | 若狭敬一 | 齊藤初音   | 桜沢信司       |
| 2024年7月3日（水）  | 若狭敬一 | 古川枝里子 | 桜沢信司       |
| 2024年7月4日（木）  | 若狭敬一 | 加藤愛     | 桜沢信司       |
| 2024年7月5日（金）  | 若狭敬一 | 加藤愛     | 桜沢信司       |
| 2024年7月8日（月）  | 松本道弥 | 古川枝里子 | 桜沢信司       |
| 2024年7月9日（火）  | 松本道弥 | 齊藤初音   | 桜沢信司       |
| 2024年7月10日（水） | 佐藤楠大 | 古川枝里子 | 桜沢信司       |
| 2024年7月11日（木） | 佐藤楠大 | 夏目みな美 | 桜沢信司       |
| 2024年7月12日（金） |          | 加藤愛     | 桜沢信司       |

## 特別番組

### 国政選挙の開票特別番組
国政選挙投・開票日の夜に生放送。編成上は、TBSテレビが制作するJNN報道特別番組の内包（中京ローカル向け差し替え）番組に当たる。
- 2019年7月21日：第25回参議院議員通常選挙『チャント!選挙2019』

『Nスタ×news23 選挙スペシャル』（19:57 - 翌2:00）のうち、21日23:45までのパートの大半を差し替えて放送。大石がメインキャスター、夏目と柴田がキャスター、森正(愛知学院大学教授) 、鈴木哲夫(政治ジャーナリスト)などがスタジオゲストとして出演した。
- 2021年10月31日：第49回衆議院議員総選挙『チャント!×選挙の日 コロナ禍の選択…暮らしはどう変わる?』[27]

『選挙の日2021 太田光と問う!私たちのミライ』（19:57 - 翌2:00）のうち、翌1日1:00までのうち20時05分頃～21時10分頃と23時～翌0時頃までと翌0時27分頃～0時40分頃のそれぞれの時間帯にローカル枠として放送。柳沢と古川がメインキャスター、大石がアンカーマンを務めた。前述した森に加えて、山本尚範（医師で名古屋大学大学院医学系研究科救急集中治療医学分野医局長）がスタジオゲストとして出演。
- 2022年7月10日：第26回参議院議員通常選挙『チャント!×選挙の日2022 政権の中間テスト…私たちの選択は?』[28]

『選挙の日2022 私たちの明日』（19:57 - 翌1:00）から一部の時間帯を中京ローカル向けに差し替えて放送。夏目と古川がメインキャスター、大石がアンカーマンを務めた。
- 2024年10月27日：第50回衆議院議員総選挙『チャント! 選挙スペシャル』

『決戦! 緊急W中継 SMBC日本シリーズ2024×選挙の日』（18:30 - 翌1:00）のうち、日本シリーズ（横浜DeNAベイスターズと福岡ソフトバンクホークスによる横浜スタジアムでの第2戦）の生中継が終了した21:32以降の時間帯の一部を中京ローカル向けに差し替えて放送。若狭がメインキャスター、大石がアンカーマンを務めた。なお、総選挙の開票特別番組に日本シリーズの生中継が組み込まれた経緯や、差し替え対象外の時間帯における放送体制については当該項で詳述。

### 報道特別番組
- 2020年7月8日：『チャント!報道特別番組 岐阜県に大雨特別警報』（9:55 - 10:25）

令和2年7月豪雨により、岐阜県に大雨特別警報が発表されたことを受けて急遽編成。
本番組の大石・桜沢が出演。なお、本特番はCBCニュースのYouTubeチャンネルやCS放送のTBS NEWSでも同時配信・放送された。
- 2020年8月28日：『チャント!報道特別番組 安倍首相辞任へ』（15:49 - 16:50）、『チャント!JNN報道特別番組 安倍首相辞任へ』（16:50 - 17:50)

この日、安倍晋三内閣総理大臣が辞任の意向を固めたことに伴う特別編成のため、『Nスタ』の臨時ネットを交え、内容を大幅に変更して放送。
なお、17:50以降は通常の『チャント!』として編成したが、引き続き「安倍首相辞任表明」関連のニュースを中心に放送した。

### 防災特別番組
- 2019年9月26日：『チャント!スペシャル 伊勢湾台風60年〜「色」が呼びさます記憶[29]』（17:00頃 - 19:00）

「伊勢湾台風」に当たる日として放送。内容を一部スペシャル化した。
同年12月30日に年末の報道特別番組として「伊勢湾台風60年 色と記憶」として再構成して放送され、筑波大学人工知能科学センターの監修・契約の下、被災した視聴者から提供されたカラー写真をデジタル処理し、復元する作業を行うとともに、それらを含めたカラー写真・動画を人工知能（AI）を使って、CBCテレビが保有するニュース記録映像のモノクロフィルムを全面カラー化し、鮮明な風水害の記憶をよみがえらせ、第61回科学技術映像祭・文部科学大臣賞を受賞した。また復元したカラー写真とそのネガは視聴者が名古屋市博物館に寄贈した。
- 2020年3月11日：『チャント!防災スペシャル[31]』（15:49 - 19:00）

「東日本大震災から9年」に当たる日として放送。一部震災関連の内容で放送した。
- 2021年3月11日：『チャント!東海地方から防災を考えるSP.[32]』（15:49 - 19:00）

「東日本大震災から10年」に当たる日として放送。震災関連の内容で放送した。

### その他の特別番組
- 2019年5月1日：『チャント!令和LIVE!』（0:25 - 0:50=4月30日の深夜）

令和改元時の特別番組で、チャント!のスタジオから放送。郡上おどり、名古屋市内、三重県（伊勢神宮）周辺から生中継を実施。
本番組のキャスター陣から、大石・田中（当時）・柴田（フリーアナウンサー）に加え、小川健太（CBCテレビ報道部記者）・山内彩加・光山雄一朗が生中継を担当。なお、小川記者は直前に放送されていた『NEWS23 拡大スペシャル』（4月30日23:00 - 5月1日0:25）の中でも、郡上おどりの会場から中継レポートを行った。
- 2019年8月26日（月曜日） - 30日（金曜日）『チャント! 夏のおわりに『おつかれサマ～』キャンペーン[33]』（15:49 - 19:00）

番組を見て貯めた視聴ポイントに応じて10万円が当たるプレゼント企画を実施。ただし、末尾10分間や『Nスタ』を同時ネットする17:50 - 18:15の間はポイントが貯まらないシステムとなっていた。
- 2024年5月15日・22日：『チャント!ごぜん』（9:55 - 10:25）

当日の天気、ニュース、注目ニュースの解説などを生放送。出演は大石、桜沢。

## テーマ曲
- コアラモード.「夕焼けのファインダー」（番組開始当初から「きょうママになりました」、エンディングで使用）

手洗いソングにも書き下ろされている。